# Papuasicyos belensis
Papuasicyos belensis är en gurkväxtart som först beskrevs av Elmer Drew Merrill och L.M.Perry, och fick sitt nu gällande namn av H.Schaef. och S.S.Renner. Papuasicyos belensis ingår i släktet Papuasicyos och familjen gurkväxter. Inga underarter finns listade i Catalogue of Life.